# Симоново (Шарьинский район)
Симоново — деревня в составе Шангского сельского поселения Шарьинского района Костромской области России.

## География
Располагается на берегу реки Ветлуга.

## История
Согласно Спискам населенных мест Российской империи в 1872 году деревня относилась к 3 стану Ветлужского уезда Костромской губернии. В ней числилось 8 дворов, проживало 25 мужчин и 31 женщина.
Согласно переписи населения 1897 года в деревне проживало 78 человек (33 мужчины и 45 женщин).
Согласно Списку населенных мест Костромской губернии в 1907 году деревня относилась к Николо-Шангской волости Ветлужского уезда Костромской губернии. По сведениям волостного правления за 1907 год в деревне числилось 17 крестьянских дворов и 106 жителей. Основным занятием жителей деревни был лесной промысел.

## Население
| 2008 | 2010 | 2014 |
| ---- | ---- | ---- |
| 4    | →4   | ↘3   |